# Thomas Townsend Brown
Thomas Townsend Brown (* 18. März 1905 in Zanesville, Ohio; † 22. Oktober 1985 in Avalon, Kalifornien) war ein US-amerikanischer Physiker und Ufo-Forscher.

## Leben
Brown entstammte einer wohlhabenden Familie aus Zanesville, Ohio. Er entdeckte bereits 1921 während seiner College-Zeit bei Experimenten mit einer Röntgenröhre den Biefeld-Brown-Effekt. Den Namen erhielt Browns Entdeckung, nachdem ihn sein Physikprofessor Paul Alfred Biefeld an der Denison University in Granville, Ohio, 1923 dazu animiert hatte, seine Forschungen fortzusetzen. Zuvor hatte Brown ab 1922 an dem California Institute of Technology in Pasadena, Kalifornien, und 1923 für kurze Zeit an dem Kenyon College in Gambier, Ohio, studiert.
Nach Abschluss seines Studiums arbeitete Brown von 1926 bis 1930 am Warner and Swasey Observatory in East Cleveland, Ohio, das zu diesem Zeitpunkt von Biefeld geleitet wurde. Ab 1930 war er für das United States Naval Research Laboratory tätig. Brown nahm 1932 an der Internationalen Schwerkraft-Expedition des United States Department of the Navy zu den Westindischen Inseln und 1933 an der von Paul Bartsch geleiteten ersten Johnson-Smithsonian-Tiefsee-Expedition teil. Er war anschließend Reservist der United States Navy und arbeitete ab 1939 bei der Glenn L. Martin Company als Ingenieur. 1940 wurde Brown in das National Defense Research Committee aufgenommen. Ab 1941 war er für das Office of Scientific Research and Development tätig. 1942 führte er die Ausbildung an der Radarschule der Naval Station Norfolk. Sein Name fällt auch im Zusammenhang mit dem so genannten Philadelphia-Experiment.
Die fehlende wissenschaftliche Anerkennung für seine Forschungen sowie die Überbelastung durch seine Arbeit führten im Dezember 1943 zu einem Nervenzusammenbruch Browns, woraufhin er Anfang 1944 auf Empfehlung der Marineärzte pensioniert wurde. Anschließend war er einige Jahre als Radar-Berater bei der Lockheed-Vega Aircraft Corporation tätig. 1952 zog er zunächst nach Hawaii und im selben Jahr noch nach Cleveland und arbeitete wie auch in den Jahren zuvor privat an dem „Gravitator“, der technischen Umsetzung des Biefeld-Brown-Effektes weiter. Durch seine fortgesetzte Forschungstätigkeit, die er weitestgehend selbst finanzierte, war es ihm gelungen, die Wirkung des Effektes so weit zu verstärken, dass der Apparat mehr als sein eigenes Gewicht heben konnte.
1953 schaffte Brown es, eine seiner „Luftfolien“ in einer Laboranlage auf einem Rundkurs von sechs Meter Durchmesser fliegen zu lassen. Der Apparat war dabei über einen Draht mit einem Mast verbunden und wurde auf diese Weise mit der nötigen Betriebsspannung von 50 kV versorgt. Die benötigte Leistung lag bei 50 Watt, die Spitzengeschwindigkeit des Apparates bei fast 185 km/h.
1955 verließ Brown mangels Sponsoren, Anerkennung seitens der Wissenschaft sowie Interessenten aus Politik und Industrie enttäuscht die USA und ließ sich zunächst in England und dann in Frankreich nieder. Nach anfänglichen Erfolgen und Verbesserungen sowie etlichen Vorführungen in Europa fusionierte die französische Firma SNCASO, bei der Brown damals tätig war, im März 1957 mit SNCASE zur Gesellschaft Sud Aviation. Die neue Geschäftsführung vollzog einen Wechsel in der Ausrichtung der Forschung und strich die Gelder für Browns Projekt. 
Brown war zu diesem Zeitpunkt bereits in die USA zurückgekehrt und hatte in Washington, D.C. am 24. Oktober 1956 das National Investigations Committee On Aerial Phenomena (NICAP) gegründet. Er war der festen Überzeugung, durch seine Forschungen einen Nachweis für die Möglichkeit der Existenz von UFOs erbringen zu können. Diese Ansichten sorgten für wenig Akzeptanz in den Kreisen etablierter Wissenschaftler, die seine UFO-Forschung ablehnten. Brown fand jedoch Unterstützung bei Agnew Hunter Bahnson jr., dem Vorsitzenden der Bahnson Company aus Winston-Salem, North Carolina. Dort konnte Brown im Rahmen eines Forschungsprojektes seine Anti-Schwerkraft-Untersuchungen fortsetzen. Nach dem Tod seines Freundes und Gönners, der 1964 mit seinem Privatflugzeug verunglückte, wurde das Projekt von dessen Nachfahren jedoch eingestellt.
Brown hatte es 1958 außerdem mit einer eigenen Firmengründung, der Rand International Limited, versucht. Trotz zahlreicher Patente in den USA und im Ausland war ihm und seinem Gravitator kein Erfolg beschieden. Anfang der 1960er Jahre nahm er für kurze Zeit eine Stelle als Physiker bei der Firma Electrokinetics Inc. in Bala Cynwyd, Pennsylvania, an. In den 1970er Jahren interessierte er sich vor allem für Gesteinselektrizität  (rock electricity).
Brown führte seine fliegenden Metallscheiben in unregelmäßigen Abständen unter anderem auch bei der NASA vor und betrieb seine privaten Forschungen in Kalifornien an der University of California, Berkeley, sowie an der California State University, Los Angeles, bis kurz vor seinem Tod 1985 weiter.